# Заплетал, Любомир
Любомир Заплетал (чеш. Lubomír Zapletal; 31 декабря 1951, Оломоуц) — чехословацкий гребец, участник Олимпийских игр 1972, 1976 и 1980 годов.

## Биография
Любомир Заплетал родился 31 декабря 1951 года в Оломоуце. В детстве он занимался футболом и хоккеем. В возрасте четырнадцати лет Любомир вместе с Петром Лакомым начал заниматься греблей под руководством своего отца. Вместе они выиграли юниорский чемпионат Чехословакии в классе «распашные двойки без рулевого».
В 1971 году Заплетал и Лакомый стали серебряными призёрами чемпионата Европы, проходившего в Копенгагене. На следующий год их дуэт занял четвёртое место на Олимпиаде в Мюнхене. В 1973 году Любомир выиграл серебро чемпионата Европы среди восьмёрок. 
На Олимпийских играх 1976 года в Монреале, Заплетал входил в состав восьмёрки, занявшей шестое место. В дальнейшем он выступал в составе четвёрок и выиграл бронзовую медаль на чемпионате мира 1977 года и серебро в 1979 году. На Олимпийских играх в Москве четвёрка, в которую входил Любомир, заняла четвёртое место.
Заплетал завершил карьеру осенью 1984 года. В 1990-х годах он работал в гребном клубе в Оломоуце. Выступал в соревнованиях ветеранов. Также занимался тренерской деятельностью.